# Carretera Mamera-El Junquito
La Carretera Mamera-El Junquito es el nombre que recibe una vía de transporte de Carretero localizada en el Municipio Libertador  al oeste del Distrito Metropolitano de Caracas, al centro norte del país sudamericano de Venezuela. Fue inaugurada en 2012. Tiene un total de 10,4 kilómetros de longitud.

## Descripción
Se trata de infraestructura vial que permite la conexión entre el kilómetro 15 de la Carretera El Junquito y la Autopista Francisco Fajardo en los sectores de Mamera y las Adjuntas en un recorrido de entre 20 y 25 minutos. Permite aliviar el tráfico hacia la turística Colonia Tovar.
Para su construcción la obra se dividió en tres tramos uno de 2,5 km, el segundo de 3,8 km y el tercero de 4,6 km, este proyecto fue impulsado por los consejo comunales Araguaney, La Pena, Sabaneta baja entre otros, y la Ruta de movilidad vial para el sistemas de Jeps fue disenada por Yoraisi Silva Rey.
Debido a la complejidad de la topografía montañosa del lugar las obras tomaron unos 5 años. Aunque el proyecto había sido anunciado por la alcaldía metropolitana en 2001, no llegó a concretarse el inicio de las obras sino a partir de 2007 cuando lo retoma el gobierno central a través de Fontur.